# Riley Reid
Ashley Mathews (Miami Beach, Florida; 9 de julio de 1991), conocida como Riley Reid, es una actriz pornográfica estadounidense.

## Carrera
Reid trabajó como estríper unos meses antes de ingresar a la industria del cine pornográfico. Comenzó su carrera como actriz pornográfica en 2011, a los 19 años, utilizando inicialmente el nombre artístico de Paige Riley. Inicialmente trabajó como extra en la serie In The VIP de la productora Reality Kings.
Ha trabajado para productoras como Vixen, Tushy, Blacked, Digital Playground, Evil Angel, Filly Films, Hard X, Digital Sin, Brazzers, Elegant Angel, Jules Jordan Video, Bang Bros, Girlfriends Films, SexArt, Adam & Eve o New Sensations, entre otras.
Su primera escena como actriz pornográfica fue para la película Brand New Faces 36: Natural Newbies Edition de la productora Vivid Entertainment. Está representada por la agencia de Mark Spiegler.
Realizó su primera escena de sexo interracial para la película Mandingo Massacre 6, por la cual ganó un Premio AVN. En 2015, filmó sus primeras escenas de sexo anal y de doble penetración para la película Being Riley de la productora Tushy.
En 2016 se metió en la piel de Harley Quinn para la parodia porno Harley in the Nuthouse XXX, una película en exclusiva sobre la malvada secuaz del Joker.
En abril de 2021 se comprometió con el artista Pasha Petkuns. Celebraron su boda el 27 de junio de ese mismo año.
A comienzos de julio de 2022 anunció a través de sus redes sociales su embarazo.
En enero de 2025 fue incluida en el Salón de la fama de AVN. Dos semanas después, publicó en sus redes sociales que su vivienda había sido destruida como consecuencia de los incendios de California.
Ha participado en más de 1600 películas como actriz.

## Premios como actriz
- Premios AVN:
  - 2014: Mejor escena de sexo chico/chica por Mandingo Massacre 6 (junto a Mandingo)
  - 2014: Mejor escena de sexo lésbico por Girl Fever (junto a Remy LaCroix)
  - 2014: Mejor escena de trío M-H-M por Remy 2 (junto a Remy LaCroix y Manuel Ferrara)
  - 2016: Artista femenina del año
  - 2016: Mejor escena de sexo lésbico por Being Riley (junto a Aidra Fox)
  - 2016: Mejor escena de doble penetración por Being Riley (junto a James Deen y Erik Everhard)
  - 2016: Mejor escena de sexo anal por Being Riley (junto a Mick Blue)
  - 2016: Premio fan: Artista femenina favorita
  - 2016: Premio fan: Estrella mediática
  - 2017: Mejor escena de sexo lésbico por Missing: A Lesbian Crime Story (junto a Reena Sky)
  - 2017: Premio fan: Artista femenina favorita
  - 2017: Premio fan: Estrella mediática
  - 2018: Mejor escena de trío M-H-M por Young & Beautiful (junto a Megan Rain y Mick Blue)
  - 2018: Premio fan: Estrella mediática
  - 2020: Mejor escena de doble penetración por I Am Riley (junto a Markus Dupree y Ramón Nomar)
  - 2020: Mejor escena de sexo lésbico en grupo por I Am Riley (junto a Angela White y Katrina Jade)
  - 2021: Mejor escena de sexo lésbico en grupo por Paranormal (junto a Emily Willis y Kristen Scott)
  - 2022: Mejor escena de sexo oral por Oral Queens Riley Reid and Skin Diamond Give Spit Filled Sloppy BJ (junto a Skin Diamond y Winston Burbnak)
- Premios XBIZ:
  - 2013: Mejor actriz revelación
  - 2014: Artista femenina del año
  - 2014: Mejor actriz en película parodia por Grease XXX: A Parody
  - 2014: Mejor actriz de reparto por Submission Of Emma Marx
  - 2016: Mejor actriz de reparto por Submission Of Emma Marx 2: Boundaries
  - 2016: Mejor escena de sexo en película de parejas o temática por My Sinful Life
  - 2017: Mejor escena de sexo en realidad virtual por On Set With Riley Reid
  - 2017: Mejor escena de sexo en película de todo sexo por What's Next?
- Spank Bank Awards:
  - 2013: Porn's Next "It" Girl
  - 2016: Next Level Star of the Year
  - 2016: The Girl Next Door... Only Better
  - 2017: Born To Hand Job
  - 2018: Creampied Cutie of the Year
  - 2018: Oral Authority of the Year
  - 2019: Amazing Anal Artist of the Year
  - 2019: Super Squirter of the Year
  - 2019: The Dirty Little Slut of the Year
- Spank Bank Technical Awards:
  - 2013: Princess of Giving Head
  - 2013: Living Fuck Doll
  - 2013: Every Girl’s Girl Crush
  - 2015: Kitten So Good, It's Drippin' On Wood
  - 2016: Most Pleasurable Workout Routine
  - 2017: Human Sex Kitten
  - 2017: The Baconator
  - 2018: Most Modest Vixen
  - 2019: Best Bangs